# Rui Hachimura
Rui Hachimura (八村塁?, Hachimura Rui; Toyama, 8 febbraio 1998) è un cestista giapponese, di ruolo ala grande, professionista nella NBA con i Los Angeles Lakers.
È il primo giocatore giapponese nella storia NBA a venire scelto nel Draft NBA (escludendo i naturalizzati J.R. Sakuragi e Nick Fazekas).

## Biografia
Rui Hachimura è nato in Giappone. Suo padre Zakari Jabil è beninese, mentre la madre Makiko Hachimura è giapponese. È il più grande di quattro fratelli, ha due sorelle e un fratello. Dopo avere inizialmente giocato a baseball, ha poi virato verso la pallacanestro. Ha frequentato il liceo Meisei della prefettura di Miyagi, vincendo per tre volte consecutive la Winter Cup (nel 2013, nel 2014 e nel 2015), dove è stato determinante, nell'ultima ha persino segnato 34 punti battendo in finale il liceo Tsuchiura Nihon per 78-73.
Si trasferisce negli Stati Uniti frequentando l'Università Gonzaga giocando nella loro squadra di basket, i Bulldogs nella NCAA, e viene considerato una promessa della pallacanestro dalla ESPN.

## Caratteristiche tecniche
Di ruolo ala grande, è dotato di grande atletismo e prestanza fisica che gli vale la capacità di eseguire delle vigorose schiacciate anche quando è ben marcato. Sfruttando bene forza e agilità riesce a prevalere nel duello individuale, inoltre ha una buona tecnica nel tiro in sospensione sia andando sui 2 punti che sui 3, oltre ad essere bravo a muoversi senza palla.

## Carriera

### NBA
Nel 2019 debutta nella NBA con la maglia dei Washington Wizards, il 23 ottobre debutta nella sconfitta contro i Dallas Mavericks per 108-100 con 14 punti, e mette a segno 30 punti perdendo per 150-125 il 1 dicembre contro i Los Angeles Clippers.
Nella stagione 2020-2021 perde la prima settimana non avendo disputato alcun match avendo contratto la congiuntivite. Il 13 marzo segna 22 punti (metà dei quali per merito della tripla) perdendo per 133-122 contro i Milwaukee Bucks, sempre in un'altra sconfitta perdendo per 114-104 contro i Charlotte Hornets, segna 30 punti. Il suo inizio nella stagione 2022-2023 non è stato molto brillante, avendo saltato delle partite per via di un infortunio, ritorna a giocare nella partita contro gli Utah Jazz perdendo per 3-1 con un punteggio di 120-112, successivamente Hachimura con le sue ottime prestazioni contribuisce a cinque vittorie consecutive: con un 3-1 ai danni dei Sacramento Kings con 21 punti, invece ne segna 14 nel 2-2 conclusosi per 116-111 battendo i Philadelphia 76ers, con 30 punti aiuta la squadra a battere per 127-102 i Phoenix Suns, invece nella vittoria per 119-100 contro gli Orlando Magic segna 16 punti, per poi segnante 26 sconfiggendo per 118-95 i Milwaukee Bucks.
Nel gennaio del 2023 passa ai Los Angeles Lakers debuttando nella partita vinta per 113-104 contro i San Antonio Spurs, Hachimura mette a segno 12 punti. Totalizza 19 punti vincendo per 129-123 contro i New York Knicks, invece battendo per 122-112 i Toronto Raptors segna 16 punti, nelle tre vittorie conquistate contro i New Orleans Pelicans per 123-108, contro gli Utah Jazz per 128-117 e contro i Minnesota Timberwolves per 108-102 segna 12 punti in tutti e match. Nella partita vinta contro i Houston Rockets per 134-109 segna 20 punti. Nei quarti di finale i Lakers battono i Golden State Warriors vincendo quattro partite su sei, comunque in tutte le vittorie Hachimura non è mai riuscito a totalizzare dei punti in doppia cifra.

### Nazionale

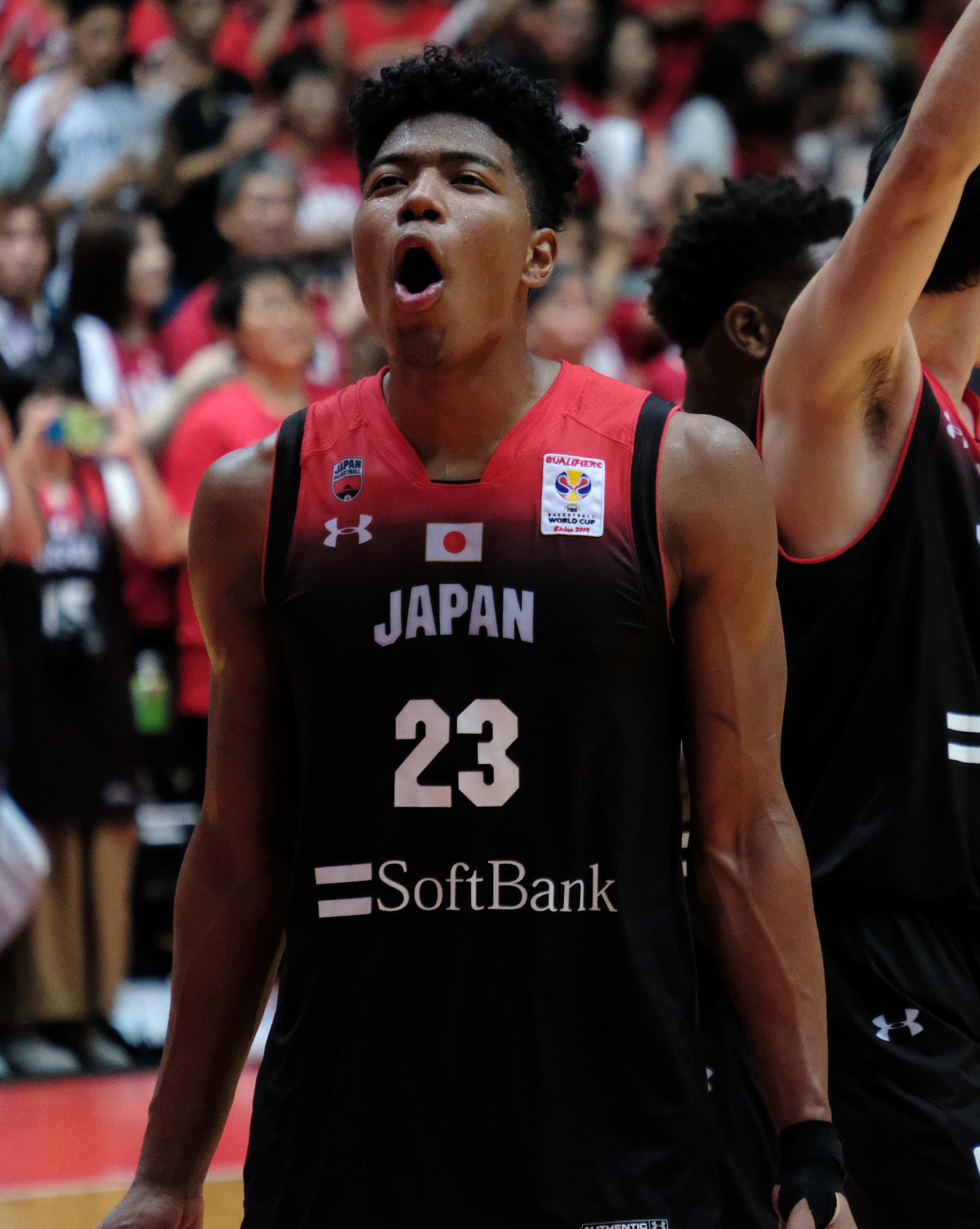
Hachimura con la maglia del Giappone nel 2018

Con la nazionale giovanile gioca nel campionato asiatico Under-16, segna 20 battendo per 87-57 la Giordania e poi ne segna 25 sconfiggendo l'India per 85-71, riesce a segnarne altri 35 sconfiggendo il Kazakistan per 94-74. Il Giappone ottiene il 3º posto valevole per il Campionato mondiale Under-17, in tutte le sconfitte subite Hachimura ha sempre ottenuto i punteggi più alti tra i suoi compagni come realizzatore.
Gioca anche al Campionato mondiale Under-19, agli ottavi di finale, dove il Giappone era vicino a ottenere una significativa vittoria contro l'Italia, perde negli ultimi secondi per 57-55, Hachimura ottiene 22 punti e 14 rimbalzi, il Giappone ottiene solo due vittorie, sconfiggendo per 77-64 la Corea del Sud dove Hachimura segna 21 punti, e battendo per 76-73 l'Egitto con 18 punti segnati da Hachimura.

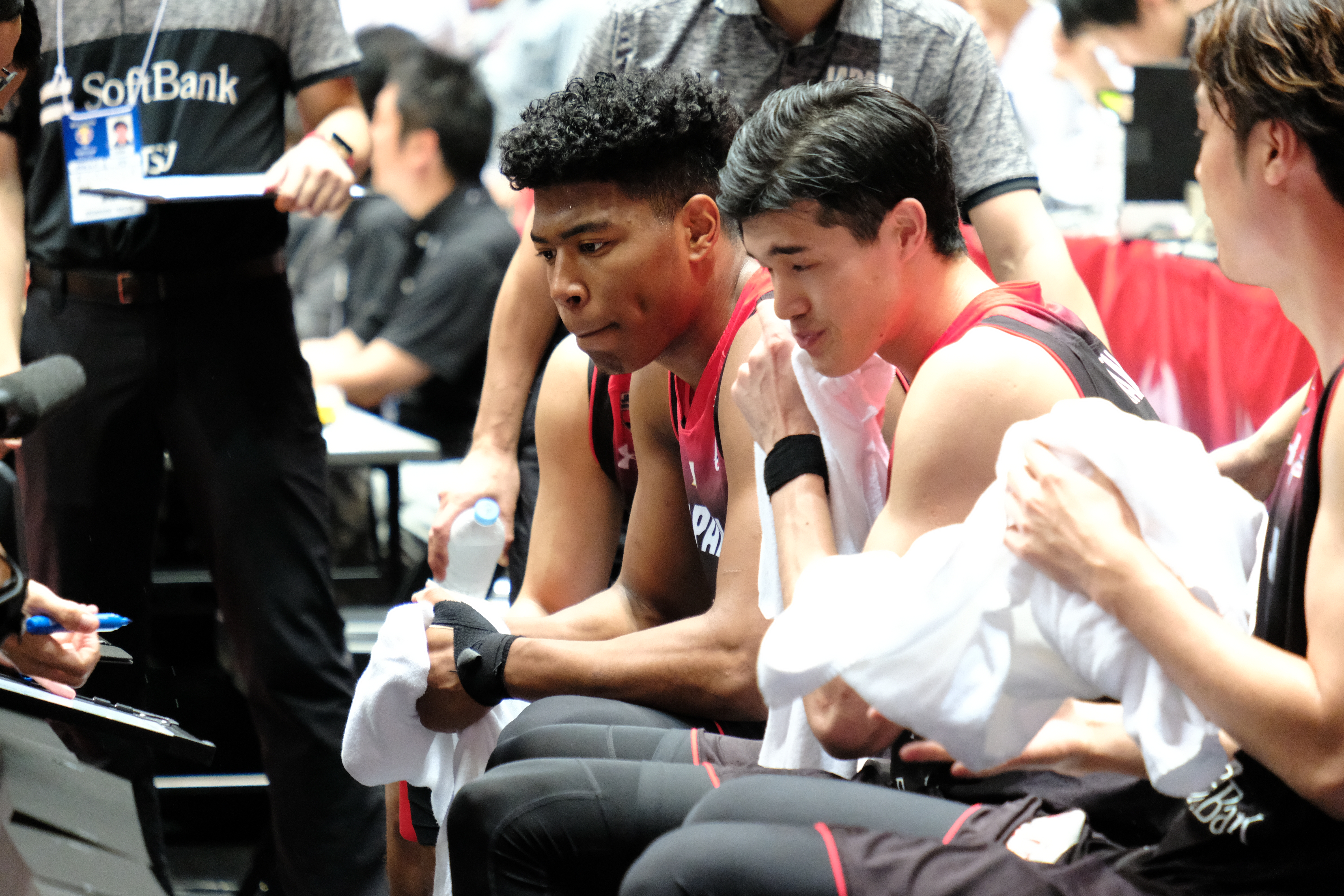
Rui Hachimura con Yūta Watanabe (a destra) durante una partita del Giappone del 2018

Con il Giappone ha disputato il Campionato mondiale del 2019, gioca alcune partite amichevoli di preparazione battendo delle buone nazionali, Hachimura segna 35 punti sconfiggendo la Nuova Zelanda per 99-89 per poi segnarne 31 battendo per 86-83 la Germania. Durante il mondiale segna 15 punti perdendo per 86-67 contro la Turchia e nella sconfitta per 89–76 contro la Repubblica Ceca ne segna 21. 
Prima dei Giochi olimpici di Tokyo 2020 il Giappone ha disputato delle amichevoli, dove Hachimura fa un'ottima prestazione battendo delle forti nazionali europee, con 24 punti sconfiggendo per 87-59 il Belgio, mentre ne segna 19 battendo per 81-75 la Francia. Durante le Olimpiadi segna 20 punti perdendo per 88-77 contro la Spagna, per poi segnarne 34 nella successiva sconfitta per 116-81 contro la Slovenia.
Benché fosse stato convocato per il Mondiale 2023 Hachimura decide di non parteciparvi.

## Statistiche
| * | Record |

### NCAA
| Anno      | Squadra          | PG  | PT | MP   | TC%  | 3P%  | TL%  | RP  | AP  | PRP | SP  | PP   |
| --------- | ---------------- | --- | -- | ---- | ---- | ---- | ---- | --- | --- | --- | --- | ---- |
| 2016-2017 | Gonzaga Bulldogs | 28  | 0  | 4,5  | 52,8 | 28,6 | 54,2 | 1,4 | 0,1 | 0,2 | 0,1 | 2,6  |
| 2017-2018 | Gonzaga Bulldogs | 37  | 3  | 20,7 | 56,9 | 19,2 | 79,5 | 4,7 | 0,6 | 0,5 | 0,5 | 11,6 |
| 2018-2019 | Gonzaga Bulldogs | 37  | 37 | 30,2 | 59,1 | 41,7 | 73,9 | 6,5 | 1,5 | 0,9 | 0,7 | 19,7 |
| Carriera  | Carriera         | 102 | 40 | 19,7 | 57,9 | 31,6 | 74,6 | 4,4 | 0,8 | 0,6 | 0,5 | 12,1 |

#### Massimi in carriera
- Massimo di punti: 33 vs Idaho State (6 novembre 2018)[7]
- Massimo di rimbalzi: 11 (2 volte)
- Massimo di assist: 5 vs Duke (21 novembre 2018)
- Massimo di palle rubate: 3 (2 volte)
- Massimo di stoppate: 4 vs Ohio State (17 marzo 2018)
- Massimo di minuti giocati: 40 vs Washington (5 dicembre 2018)

### NBA

#### Regular Season
| Anno      | Squadra       | PG  | PT  | MP   | TC%  | 3P%  | TL%  | RP  | AP  | PRP | SP  | PP   |
| --------- | ------------- | --- | --- | ---- | ---- | ---- | ---- | --- | --- | --- | --- | ---- |
| 2019-2020 | Wash. Wizards | 48  | 48  | 30,1 | 46,6 | 28,7 | 82,9 | 6,1 | 1,8 | 0,8 | 0,2 | 13,5 |
| 2020-2021 | Wash. Wizards | 57  | 57  | 31,5 | 47,8 | 32,8 | 77,0 | 5,5 | 1,4 | 0,8 | 0,1 | 13,8 |
| 2021-2022 | Wash. Wizards | 42  | 13  | 22,5 | 49,1 | 44,7 | 69,7 | 3,8 | 1,1 | 0,5 | 0,2 | 11,3 |
| 2022-2023 | Wash. Wizards | 30  | 0   | 24,3 | 48,8 | 33,7 | 75,9 | 4,3 | 1,2 | 0,4 | 0,4 | 13,0 |
| 2022-2023 | L.A. Lakers   | 33  | 9   | 22,4 | 48,5 | 29,6 | 72,1 | 4,7 | 0,7 | 0,2 | 0,4 | 9,6  |
| 2023-2024 | L.A. Lakers   | 68  | 39  | 26,9 | 53,7 | 42,2 | 73,9 | 4,3 | 1,2 | 0,6 | 0,4 | 13,6 |
| 2024-2025 | L.A. Lakers   | 59  | 57  | 31,7 | 50,9 | 41,3 | 77,0 | 5,0 | 1,4 | 0,8 | 0,4 | 13,1 |
| Carriera  | Carriera      | 337 | 223 | 27,7 | 49,6 | 38,1 | 76,4 | 4,9 | 1,3 | 0,6 | 0,3 | 12,8 |

#### Play-off
| Anno     | Squadra       | PG | PT | MP   | TC%  | 3P%  | TL%  | RP  | AP  | PRP | SP  | PP   |
| -------- | ------------- | -- | -- | ---- | ---- | ---- | ---- | --- | --- | --- | --- | ---- |
| 2021     | Wash. Wizards | 5  | 5  | 34,6 | 61,7 | 60,0 | 58,3 | 7,2 | 1,0 | 0,4 | 0,2 | 14,8 |
| 2023     | L.A. Lakers   | 16 | 1  | 24,3 | 55,7 | 48,7 | 88,2 | 3,6 | 0,6 | 0,5 | 0,3 | 12,2 |
| 2024     | L.A. Lakers   | 5  | 5  | 30,4 | 39,5 | 35,7 | 50,0 | 3,8 | 0,8 | 0,0 | 0,0 | 7,8  |
| 2025     | L.A. Lakers   | 5  | 5  | 36,4 | 49,1 | 48,4 | 100  | 4,6 | 1,0 | 0,6 | 0,6 | 14,8 |
| Carriera | Carriera      | 31 | 16 | 28,9 | 53,1 | 48,5 | 77,2 | 4,4 | 0,8 | 0,4 | 0,3 | 12,3 |

#### Massimi in carriera
- Massimo di punti: 36[8]
- Massimo di rimbalzi: 13 vs Philadelphia 76ers (31 maggio 2021)
- Massimo di assist: 6 vs Indiana Pacers (3 agosto 2020)
- Massimo di palle rubate: 3 (7 volte)
- Massimo di stoppate: 3 (2 volte)
- Massimo di minuti giocati: 46 vs Milwaukee Bucks (24 febbraio 2020)

## Palmarès
- NBA In-Season Tournament: 1

Los Angeles Lakers: 2023
- NBA All-Rookie Second Team (2020)
- Julius Erving Award (2019)